# Julien Daïan
Julien Daïan, né le 26 avril 1978 à Paris, est un saxophoniste, compositeur, producteur et directeur artistique français. Il grandit à Marseille.
Il est le leader du Julien Daïan Quintet, et également le cofondateur du label French Paradox.

## Biographie

### Musicien
En 2005, il crée le Julien Daïan Quintet pour lequel il compose, réalise et produit.
Il sort 3 albums avec ce groupe :
- le premier, French Paradox[4] sorti en 2009 mêle des influences qui vont du rock, du hip hop, passant par l’afrobeat et le jazz.
- Le second album, Behind the Reef[5] est sorti en 2013 avec le label Bonsaï Music[5] programmé au festival de Coutance "Jazz sous les pommiers"[6]
- Le troisième album CUT UP[7] est sorti en 2021, signé dans le label French Paradox[8] dirigé par Julien Daïan lui-même et dans lequel on retrouve des collaborations avec les chanteurs jamaïcains Luciano et Mikey Général, le saxophoniste Guillaume Perret, les trompettistes Alex Tassel et Sylvain Gontard. Il fait chanter Serge Gainsbourg dans le titre "Trop c'est trop"[9],[10]. Ce dernier projet a été accompagné par la radio FIP[10].

En 2017, il fonde le trio punk progressif "Vanilla Sax and the Radiators".
En 2018, il fonde également le groupe de hip hop Coolangatta aux côtés de Tejan Karefa, neveu de James Baldwin, et DJ Borz avec lesquels ils sortent l’album We Ya Shine en 2020.

### Compositeur
Julien Daïan compose également depuis 2002 des musiques de publicités pour la télévision, le web et la radio et travaille avec les agences, Publicis, Care, Soleil Noir ou TBWA pour diverses marques (L’Oréal, Garnier, Renault, SFR, Orange, Tefal, Nespresso, Samsung, BNP…).
Il a également composé pour des émissions de télévision telles que Secret d’Histoire de Stéphane Bern et C’est bon à savoir sur la chaîne France 2 aux côtés de Leonard Le Cloarec.

### Producteur / Directeur artisque
En 2015, il fonde, dirige et programme le festival Jazz in Bandol jusqu’à 2018.
En 2017, il cofonde et dirige le label de jazz French Paradox, dans lequel sont signés les artistes Alain Jean-Marie, Patrice Caratini et Roger Raspail sous le nom de groupe Tropical Jazz Trio, le saxophoniste et pilote de ligne Benjamin Petit, le saxophoniste Guillaume Perret, le batteur Raphaël Pannier et l’acteur et chanteur Daniel Auteuil.
Dans ce cadre il produit et dirige les albums de Tropical Jazz Trio qui reçoivent le coup de cœur Jazz et Blues 2019 de l’Académie Charles-Cros annoncé le 14 janvier 2020 dans l’émission Open Jazz d’Alex Dutilh sur France Musique.

## Discographie

### Musicien[15]
- 2009 : French Paradox[3]
- 2013 : Behind the Reef[5]
- 2020 : We Ya Shine[12]
- 2021 : CUT-UP[7]

### Producteur / Directeur artistique[15]
- 2017 : 5 Degrés sud Benjamin Petit
- 2018 : tropical Jazz Trio vol1
- 2020 : A certain trip Guillaume Perret
- 2021 : Faune de Raphaël Pannier
- 2021 : Cut Up JDQ[7]
- 2022 : Virna Nova[18]
- 2022 : Daniel Auteuil si vous m'aviez connu[19]
- 2023 : Tropical jazz Trio vol2[20]